# Steropleurus notarioi
Steropleurus notarioi är en insektsart som beskrevs av Gomez Ladrón de Guevara, Pardo och Llorente del Mora. Steropleurus notarioi ingår i släktet Steropleurus och familjen vårtbitare. Inga underarter finns listade i Catalogue of Life.